# Nguyễn Thị Tuyết (Cần Thơ)
Nguyễn Thị Tuyết (sinh 1948) là đại biểu Quốc hội Việt Nam khóa X. Bà thuộc đoàn đại biểu Cần Thơ.
Tên thường gọi: Nguyễn Thị Tuyết (Tám Tuyết)
Ngày sinh: 3/10/1948
Giới tính: Nữ
Dân tộc: Kinh
Tôn giáo: Không
Quê quán: Xã Xà Phiên, huyện Long Mỹ, Cần Thơ
Trình độ chuyên môn: Cử nhân Luật
Nghề nghiệp, chức vụ: Tỉnh uỷ viên, Phó Giám đốc Sở tư pháp tỉnh Cần Thơ
Nơi làm việc: Sở tư pháp tỉnh Cần Thơ
Nơi ứng cử: Cần Thơ
Đại biểu Quốc hội khoá: X
Đại biểu chuyên trách: Không
Đại biểu Hội đồng Nhân dân: Không